# Sclerotheca forsteri
Sclerotheca forsteri là loài thực vật có hoa trong họ Hoa chuông. Loài này được Drake miêu tả khoa học đầu tiên năm 1886.